# Heloisa de Oliveira Beraldo
Heloisa de Oliveira Beraldo (?, 19 de novembro de 1951) é uma química brasileira. Em 2018, recebeu a comenda da Ordem Nacional do Mérito Científico, na área de Ciências Químicas.

## Biografia
Heloisa de Oliveira Beraldo fez graduação, mestrado e doutorado em Química. Foi aprovada em concurso público para o cargo de professora do Departamento de Química da Universidade Federal de Minas Gerais (UFMG).

## Associações
- 2008-2010 - Conselho Consultivo da Sociedade Brasileira de Química[3]
- 2007-2013 - Membro do Comitê Assessor de Química (CA-QU) do CNPq[3]
- 2012-2013 - Coordenadora do Comitê Assessor de Química (CA-QU) do CNPq[3]
- Membro do Comitê de Governança e Acompanhamento do Instituto Nacional de Ciência e Tecnologia de Fármacos e Medicamentos (INCT-INOFAR)[3]

## Prêmio
- 2018 - Comenda da Ordem Nacional do Mérito Científico, na área de Ciências Químicas.[1][2]